# Kolotoč (soutěž)
Kolotoč je televizní soutěž, kterou vysílala TV Nova v letech 1996–2003. Moderovali ji postupně Pavel Poulíček, Honza Musil, sourozenci Gondíkovi a nakonec znovu Pavel Poulíček. Jednalo se o českou verzi amerického pořadu Wheel of Fortune.
V roce 2017 uvedla svoji verzi tohoto pořadu TV Barrandov pod názvem Roztoč to!

## Princip
Soutěže se účastnili 3 soutěžící. Na začátku byla určena tajenka, moderátor řekl, o čem pojednává, např. výrok známé osobnosti. Soutěžící roztočili kolotoč, jedna jeho část, na které byl počet bodů (např. 200 bodů), se zastavila u šipky. Soutěžící řekl písmeno, o kterém si myslel, že je v tajence. Pokud tam nebylo, body nezískal a točil další soutěžící. Na kolotoči byla též políčka stop a bankrot, která „uškodila“ soutěžícím. Stop soutěžícího zastavilo, mohl točit, až na něj opět přišla řada (v Česku se přestalo používat v roce 1999). Dosáhl-li soutěžící políčka Bankrot, přišel o všechny dosud získané body.

## Kolotoč v České republice
Kolotoč se v České republice začal vysílat v roce 1996. Moderoval ho Pavel Poulíček. V 505. dílu ho nahradil Honza Musil. V roce 1999 začali pořad moderovat sourozenci Gondíkovi, nejprve s názvem Riskuj na kolotoči, později s další úpravou pořadu a opět názvem Kolotoč. Při obou těchto verzích museli soutěžící před tipováním písmenka nejprve správně odpovědět na otázku (zpravidla hudebního tématu, na přípravách těchto otázek se podílel i Lešek Semelka). V roce 2000 se vrátil Pavel Poulíček a pořad opět dostal nový, moderní vzhled. Tato soutěž byla vysílána i ve Velké Británii pod názvem Spin of Wheel.

## Design
První studio Kolotoče mělo design poutě z 30. let. V roce 1999 dostal Kolotoč hodně jiný design, nejprve bylo točeno jen malou kruhovou deskou (pořad Riskuj na kolotoči), později soutěžící netočili kolotočem, ale „zařízením“, které rozpohybovalo kolotoč na plátně. Poslední design Kolotoče byl moderní, připomínal americké studio.

## Výhry
Za správné zodpovězení tajenky vyhrál soutěžící nejprve 3 000, potom 5 000 korun. V první řadě pořadu si soutěžící, který získal nejvíce bodů, mohl odnést ceny jako nádobí a elektroniku, ve druhé řadě si odnesli jen peníze za správně zodpovězenou tajenku. Ve třetí řadě soutěžící, který získal nejvíce bodů, na konci pořadu točil kolotočem, ten měl pod hrací částí „okénko“, kde byly možnosti výhry. Nejvyšší výhra se skrývala za Jackpotem. Další možnosti výhry byly: 10 000, 12 000, 15 000, 17 000, 20 000 korun. Někdy se stalo, že si soutěžící na konci vytočil bankrot, v takovém případě dostal cenu útěchy, kterou bylo pozvání do dalšího Kolotoče.

## Bonusy
V první řadě bylo na kolotoči políčko Bonus, když soutěžícímu padlo toto políčko, musel zatočit znovu a získal dvojnásobek vytočené hodnoty. Ve druhé řadě nebyly žádné bonusy. Ve třetí řadě vždy na začátku soutěžního kola mohl soutěžící umístit žeton na libovolné políčko (kromě bankrotů) kolotoče. Když bylo políčko se žetonem kterýmkoliv hráčem vytočeno, dostal soutěžící, kterému žeton patřil, 2 000 bodů.